# Rajnold Suchodolski
Rajnold Suchodolski (* 1804; † 8. September 1831 in Warschau) war ein polnischer Adliger, Dichter und Offizier aus dem Adelsgeschlecht der Suchodolski bzw. Suchodoletz. Er war ein Bruder des Malers January Suchodolski.

## Leben
Suchodolski nahm am Novemberaufstand 1830 gegen die russische Fremdherrschaft teil, wo er ums Leben kam. Im Gymnasium in Swislocz (heute Belarus) war er Mitglied des geheimen Vereins Zorzan, der mit dem Filaretenverein verbunden war. Während des Novemberaufstands wurde er Mitglied des Patriotischen Clubs. Er wurde in der Schlacht von Ostrołęka verwundet. Er starb während der Verteidigung von Warschau bei Praga.
Seine Verse und Lieder eines Aufständischen wurden in der Sammlung „Ulubione pieśni“ (Geliebte Lieder) 1831 publiziert. Zu den bekanntesten Werken des Poeten zählen die Lieder „Mazurek 3 Maja – Witaj, majowa jutrzenko“ (Mazurka des 3. Mai – Sei willkommen, Maimorgenstern) zum Andenken an die Verfassung vom 3. Mai, „Polonez Kościuszki“ (Kościuszko-Polonaise) und das Revolutionslied „Dalej bracia do bulata“ (Los, Brüder, gegen Säbel).